# انتشار گازی

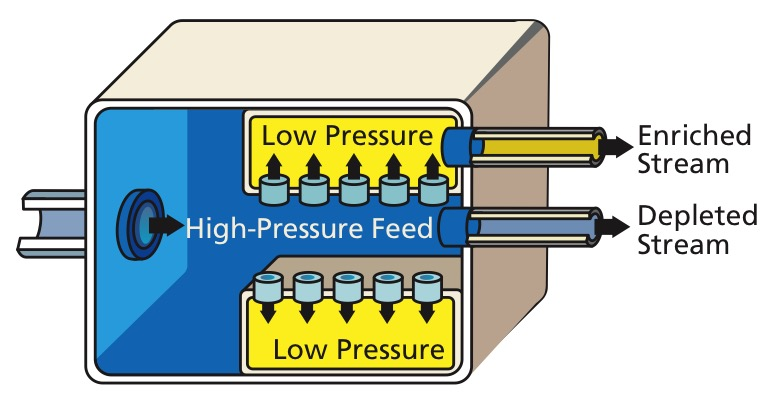
در «انتشار گازی» از غشاهای ریز متخلخل، برای غنی‌سازی اورانیوم استفاده می‌گردد.

انتشار گازی (انگلیسی: Gaseous diffusion) روشیست در فناوری هسته ای جهت غنی سازی اورانیوم که در آن گاز اورانیوم هگزا فلوراید(UF۶) از داخل یک غشاء نیمه‌تراوا عبور داده می‌شود. در طی این فرایند دو ایزوتوپ اورانیم-۲۳۵(۲۳۵U) و اورانیم-۲۳۸(۲۳۸U) به آهستگی از هم جدا می‌شوند و غلظت ایزوتوپ اورانیم-۲۳۵ که قابلیت شکافت هسته ای را دارا می‌باشد بالا رفته و به اصطلاح اورانیوم غنی می‌شود. با ادامه دادن این فرایند طی چند مرحله و به صورت آبشاری، می‌توان به درصد غنای مورد نظر از اورانیوم رسید. این روش یکی از روش‌های کاربردی در ابعاد صنعتی جهت غنی سازی اورانیوم است.
روش انتشار گازی نخستین بار توسط فرانسیس سیمون و نیکولاس کورتی در آزمایشگاه کلارندون و در سال ۱۹۴۰ میلادی ابداع شد. نخستین بار بریتانیا قصد تولید اورانیوم غنی شده به این روش طی تحقیقات طبقه بندی خود داشت. سپس این فناوری به ایالات متحده آمریکا منتقل و بخشی از پروژه منهتن قرار گرفت.